# Niełazy
Niełazy (Dasyurinae) – podrodzina ssaków z rodziny niełazowatych (Dasyuridae).

## Występowanie
Podrodzina obejmuje gatunki występujące w Australii, Indonezji i na Nowej Gwinei.

## Podział systematyczny
Do podrodziny należą następujące występujące współcześnie rodzaje:
- Dasycercus W. Peters, 1875 – mulgara
- Dasyuroides W.B. Spencer, 1896 – kowari – jedynym żyjącym współcześnie przedstawicielem jest Dasyuroides byrnei W.B. Spencer, 1896 – kowari pustynny
- Dasykaluta Archer, 1982 – kaluta – jedynym przedstawicielem jest Dasykaluta rosamondae (Ride, 1964) – kaluta ruda
- Parantechinus Tate, 1947 – sorkołaz – jedynym przedstawicielem jest Parantechinus apicalis (J.E. Gray, 1842) – sorkołaz okularowy
- Myoictis J.E. Gray, 1858 – szczurołaz
- Pseudantechinus Tate, 1947 – niełazik
- Neophascogale Stein, 1933 – górołaz – jedynym przedstawicielem jest Neophascogale lorentzi (Jentink, 1911) – górołaz szponiasty
- Phascolosorex Matschie, 1916 – ryjkołaz
- Dasyurus É. Geoffroy Saint-Hilaire, 1796 – niełaz
- Sarcophilus F. Cuvier, 1837 – diabeł – jedynym żyjącym przedstawicielem jest Sarcophilus harrisii (Boitard, 1841) – diabeł tasmański

Opisano również rodzaj wymarły:
- Archerium Wroe & Mackness, 2000 – jedynym żyjącym przedstawicielem był Archerium chinchillaense Wroe & Mackness, 2000
- Whollydooleya Archer, Christmas, Hand, Black, Creaser, Godthelp, Graham, Cohen, Arena, Anderson, Soares, Machin, Beck, L.A.B. Wilson, Myers, Gillespie, Khoo & Travouillon, 2016